# لويس غارسيا (لاعب كرة قدم)
لويس غارسيا (بالإسبانية: Luis García Plaza)‏ (و. 1972  م) هو لاعب كرة قدم، ومدرب كرة قدم، من إسبانيا، ولد في مدريد، يلعب كمُدَافِع.